# 대한민국 제14대 대통령 선거 새한국당 후보 선출
제14대 대통령 선거 새한국당 후보 선출은 원내 제4당인 새한국당이 전당대회를 열고 1992년 대선에 나설 대통령 후보를 결정한 것을 말한다.

## 과정

### 민자당 탈당
1992년 5월, 통일민주당 출신의 김영삼 의원이 민주자유당의 대통령 후보로 확정되자 이에 반발한 이종찬, 장경우, 박철언 등은 민자당을 탈당하고 신당 창당을 결의했다. 여기에 민주당을 탈당한 한영수 의원 등이 가담하며 신당 창당은 본격화되었으며, 9월 3일에는 바야흐로 새한국당의 사전 조직인 '새정치국민연합'이 발족되기에 이른다.

### 통일국민당과 통합 실패
마땅한 대권 주자가 없던 새한국당은 독자적으로 대선 후보를 내세우는 안과 통일국민당 정주영 후보를 지지하고 합당을 추진하는 안을 두고 고심했다. 국민당은 이를 환영하고 적극적인 자세로 통합 논의에 나섰으나, 몇 번의 시도 결과 국민당과의 연대는 무산되어 독자 후보를 추대하게 되었다.

### '국민 후보'로 김우중 부상
새한국당은 외부 인사를 영입해 '국민 후보'로 내세우겠다고 천명하고 박태준 전 민주정의당 대표, 강영훈 전 국무총리, 김우중 대우그룹 회장 등에 의사를 타진했다. 이 중 박 전 대표와 강 전 총리는 신당 참여 및 후보직 수락을 거부한 반면, 김 회장은 후보직에 강력한 의지를 표해 김 회장의 추대가 유력해졌다. 사실 김 회장은 당의 핵심 리더인 이종찬 의원과 개인적인 친분을 갖고 있었고 당의 자금도 일정 부분 대고 있던 터였다. 그런 김 회장이 대통령 후보를 맡을 경우 자금 문제는 물론이고 지지율 답보도 어느 정도 해결될 것이라고 본 당내 상당수는 김 회장 영입론을 환영하고 적극적으로 추진했으나, 오히려 이종찬 의원 등이 국민당처럼 재벌 총수를 후보로 내세울 순 없다며 결사 반대해 끝내 무산되었다. 김우중 회장 추대가 수포로 돌아가자 새한국당은 심각하게 분열, 좌초될 위기에 놓였다.

## 결과
대선을 코앞에 두고 후보 영입이 불발되자 새한국당은 이제라도 통일국민당에 합류하자는 측과 일단은 당을 지켜야 한다는 측으로 갈렸다. 결국 채문식 창당준비위원장은 11월 16일 정주영 후보와 함께 기자회견을 열고 통일국민당과의 통합을 선언했으나, 통합 반대파는 다음 날인 11월 17일 새한국당 창당대회를 개최하고 이종찬 의원을 대통령 후보로 추대하기에 이르렀다.
그러나 미약한 지지만을 확인한 이종찬 후보는 결국 12월 12일, 통일국민당과 대선 후 합당을 합의하고 사퇴 및 정주영 후보 지지를 선언하였다. 통일국민당 정주영 후보는 대선 결과 3위로 낙선했고, 양당 간의 합당은 정치 이해 상의 이유로 취소됐으며, 새한국당은 1995년 민주당에 병합되며 역사 속으로 사라졌다.

## 같이 보기
- 대한민국 제14대 대통령 선거